# Публий Валерий Патруин
Публий Валерий Патруин (лат. Publius Valerius Patruinus) — римский политический деятель второй половины I века.
Патруин происходил из города Тицин, расположенного в Цизальпийской Галлии. В 82 году он занимал должность консула-суффекта вместе с Луцием Антонием Сатурнином. С 87 по 90 год Патруин находился на посту легата пропретора провинции Сирия. Его супругой была Веттия. В их браке родилась дочь Валерия, бывшая замужем за консулом-суффектом 97 года Луцием Домицием Аполлинаром.